# کمربند قهرمانی ان‌اکس‌تی
عنوان قهرمانی ان‌اکس‌تی (به انگلیسی: NXT Championship) عنوان قهرمانی کشتی حرفه‌ای مردان است که توسط پروموشن آمریکایی دبلیودبلیوئی ایجاد شده و در برند آموزشی این شرکت، ان‌اکس‌تی از آن دفاع می‌شود. قهرمان کنونی این کمربند، اوبا فمی است که با شکست دادن قهرمان پیشین، تریک ویلیامز و ادی ثورپ در یک مسابقه سه نفره در رویداد نیو یرز اویل به تاریخ ۷ ژانویه ۲۰۲۵ قهرمان این کمربند شد.
این کمربند در ۱ ژوئیه ۲۰۱۲ به عنوان نخستین عنوان قهرمانی برند ان‌اکس‌تی ایجاد شد و اولین قهرمان آن، سث رالینز بود. در سپتامبر ۲۰۱۹، با پخش شوی ان‌اکس‌تی در یواس‌ای نتورک، دبلیودبلیوئی شروع به تبلیغ ان‌اکس‌تی به عنوان «برند سوم» کرد و به همین سبب، قهرمانی ان‌اکس‌تی نیز یکی از عناوین قهرمانی جهانی این شرکت محسوب می‌شد؛ با ان حال ۲ سال بعد و در سپتامبر ۲۰۲۱ مجددا این برند به عنوان برند آموزشی شرکت معرفی شد. در سپتامبر ۲۰۲۲، عنوان قهرمانی ان‌اکس‌تی UK نیز در این عنوان ادغام شد.

## تاریخچه
از سال ۲۰۱۰ تا ۲۰۱۲، دبلیودبلیوئی یک ریالیتی‌شو به نام ان‌اکس‌تی را ایجاد و آن را جایگزین ای‌سی‌دبلیو کرد. در ژوئن ۲۰۱۲، ماهیت این برنامه دستخوش تغییر شد و دبلیودبلیوئی اعلام کرد که ان‌اکس‌تی، به عنوان برند آموزشی این شرکت خواهد بود. در ۱ اوت ۲۰۱۲، اولین کمربند قهرمانی این برند با نام قهرمانی ان‌اکس‌تی ایجاد شد. داستی رودز، جنرال منیجر ان‌اکس‌تی، یک تورنومنت حذفی ۸ نفره را برای تعیین اولین قهرمان این کمربند اعلام کرد که ۴ کشتی‌گیر از ان‌اکس‌تی و ۴ کشتی‌گیر دیگر از برندهای اصلی (راو و اسمک‌داون) بودند. در شوی ۲۹ اوت ان‌اکس‌تی، سث رالینز با شکست دادن جیندر ماهال در فینال تورنومنت، نخستین قهرمان این کمربند شد. در ۱۹ نوامبر ۲۰۱۶ و در رویداد تیک‌اور: تورنتو،‌ ساموا جو با شکست دادن شینسوکه ناکامورا نخستین کسی شد که بیش از ۱ بار، قهرمان این کمربند شده است. هم‌چنین این عنوان برای اولین بار در شوی اسمک‌داون به تاریخ ۴ ژوئن ۲۰۱۵ دفاع شد که قهرمان وقت، کوین اونز موفق به شکست زک رایدر شد.
در سپتامبر ۲۰۱۹، با پخش شوی ان‌اکس‌تی در یواس‌ای نتورک، دبلیودبلیوئی شروع به تبلیغ این برند به عنوان برند سومش کرد. پس از آنکه درو مکینتایر در سال ۲۰۱۷ قهرمان ان‌اکس‌تی شد، در شرح مسابقه برای پیروزی او در سایت دبلیودبلیوئی، این کمربند به عنوان «قهرمانی جهانی» یاد شده است. هم‌چنین در سال ۲۰۲۱ نیز مشخص شد که برنده مسابقه رویال رامبل می‌تواند به جز قهرمانی دبلیودبلیوئی و قهرمانی یونیورسال، این عنوان را نیز برای مسابقه دادن در رسلمنیا ۳۷ انتخاب کند. با این حال، در سپتامبر ۲۰۲۱ با ری‌برند کردن ان‌اکس‌تی، مجددا این برند به عنوان برند آموزشی شرکت شناخته شد و دیگر عناوین اصلی این برند با عنوان قهرمانی جهان شناخته نشد.
در اوت ۲۰۲۲، دبلیودبلیوئی اعلام کرد که برند ان‌اکس‌تی UK تعطیل خواهد شد و بعدا با نام ان‌اکس‌تی اروپا مجددا راه‌اندازی خواهد شد. به این ترتیب، در رویداد Worlds Collide به تاریخ ۴ سپتامبر ۲۰۲۲، تمامی عناوین قهرمانی این برند در ان‌اکس‌تی ادغام شدند. در مین‌ایونت این رویداد، قهرمان ان‌اکس‌تی، بران بریکر با شکست دادن قهرمان بریتانیا ان‌اکس‌تی[en]، تایلر بیت، قهرمان یکپارچه ان‌اکس‌تی شد.